# Arzola di Murazzano

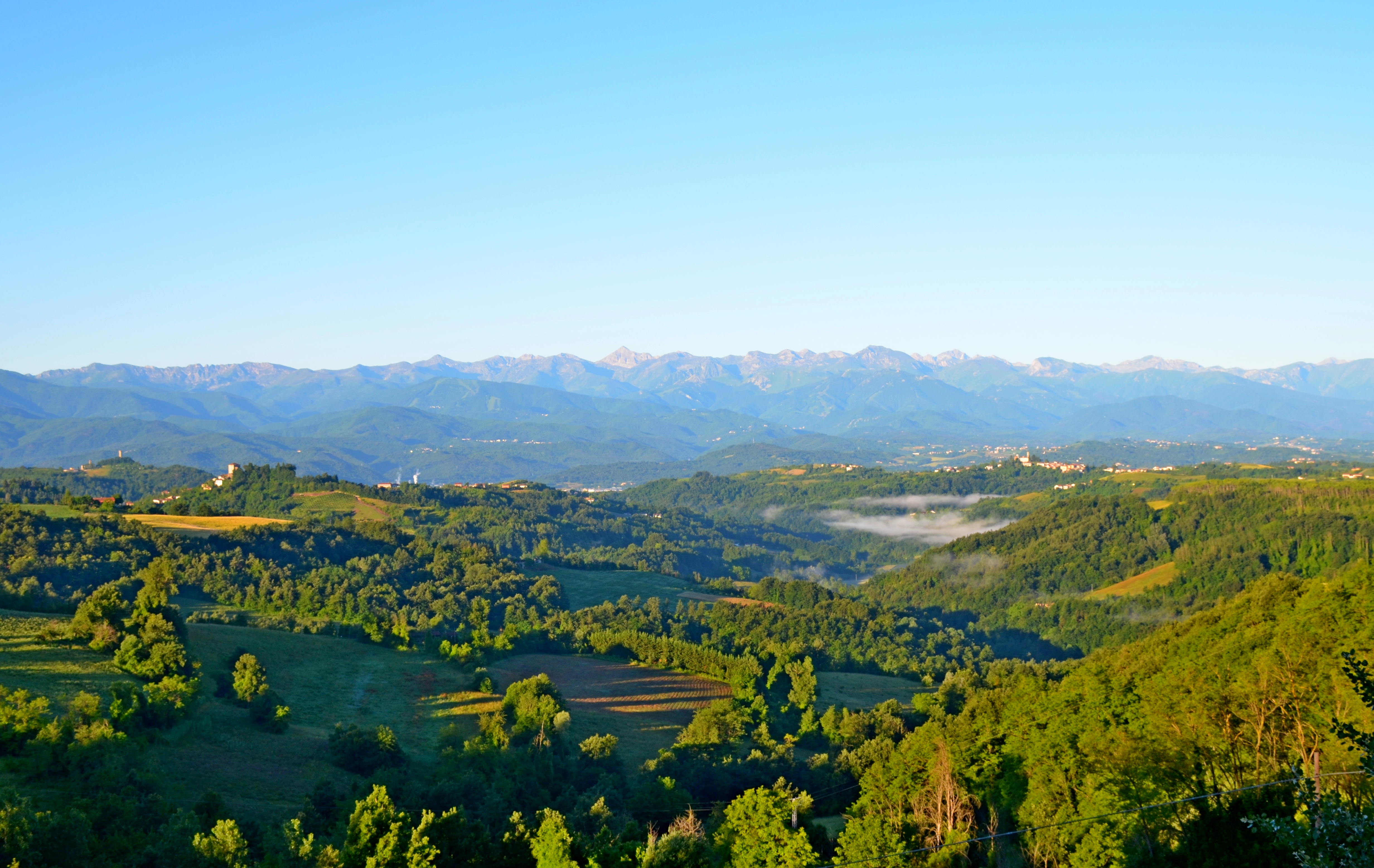
Vallata del torrente Arzola di Murazzano, vista da località S. Giorgio

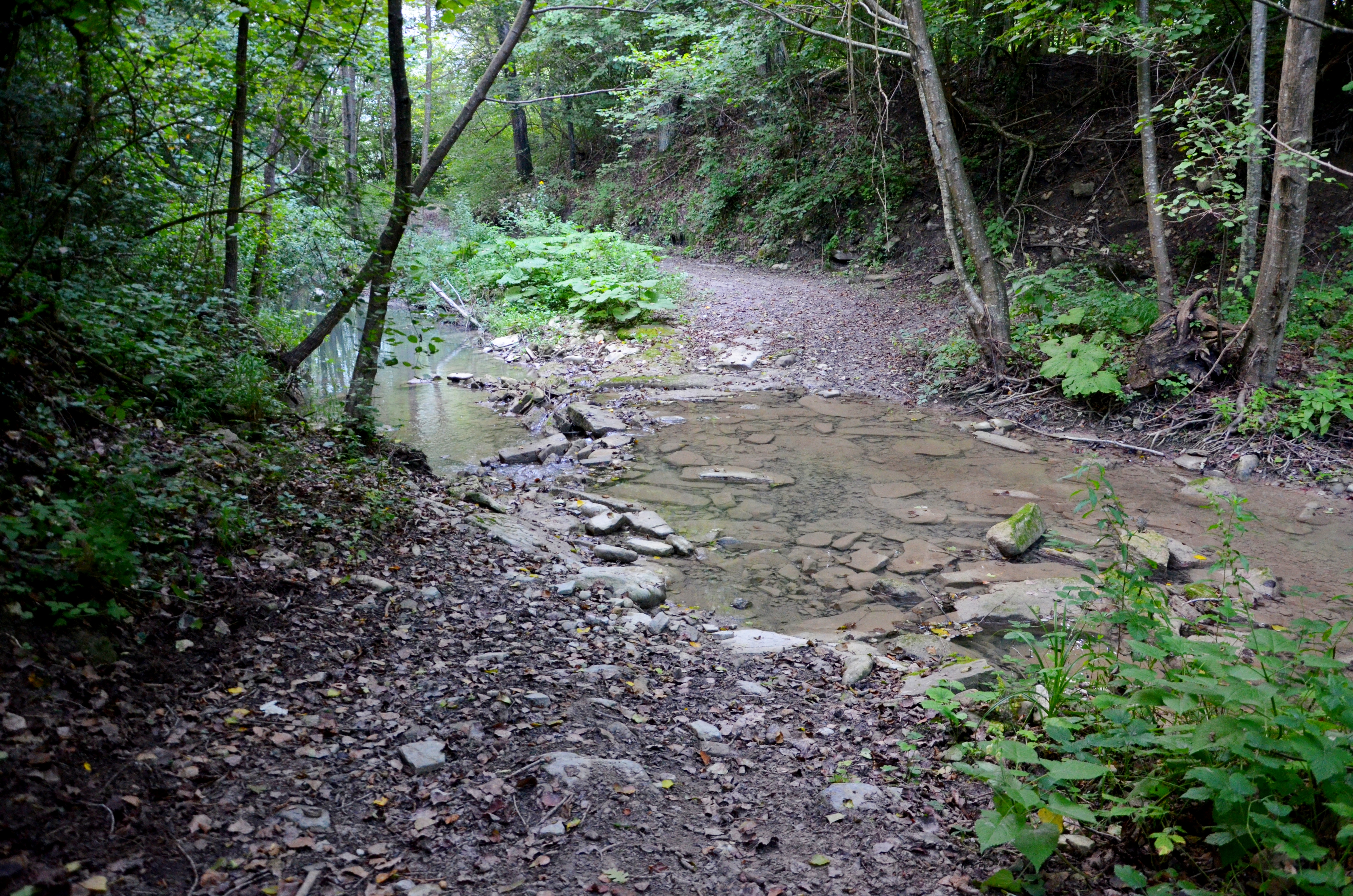
Arzola di Murazzano, un guado

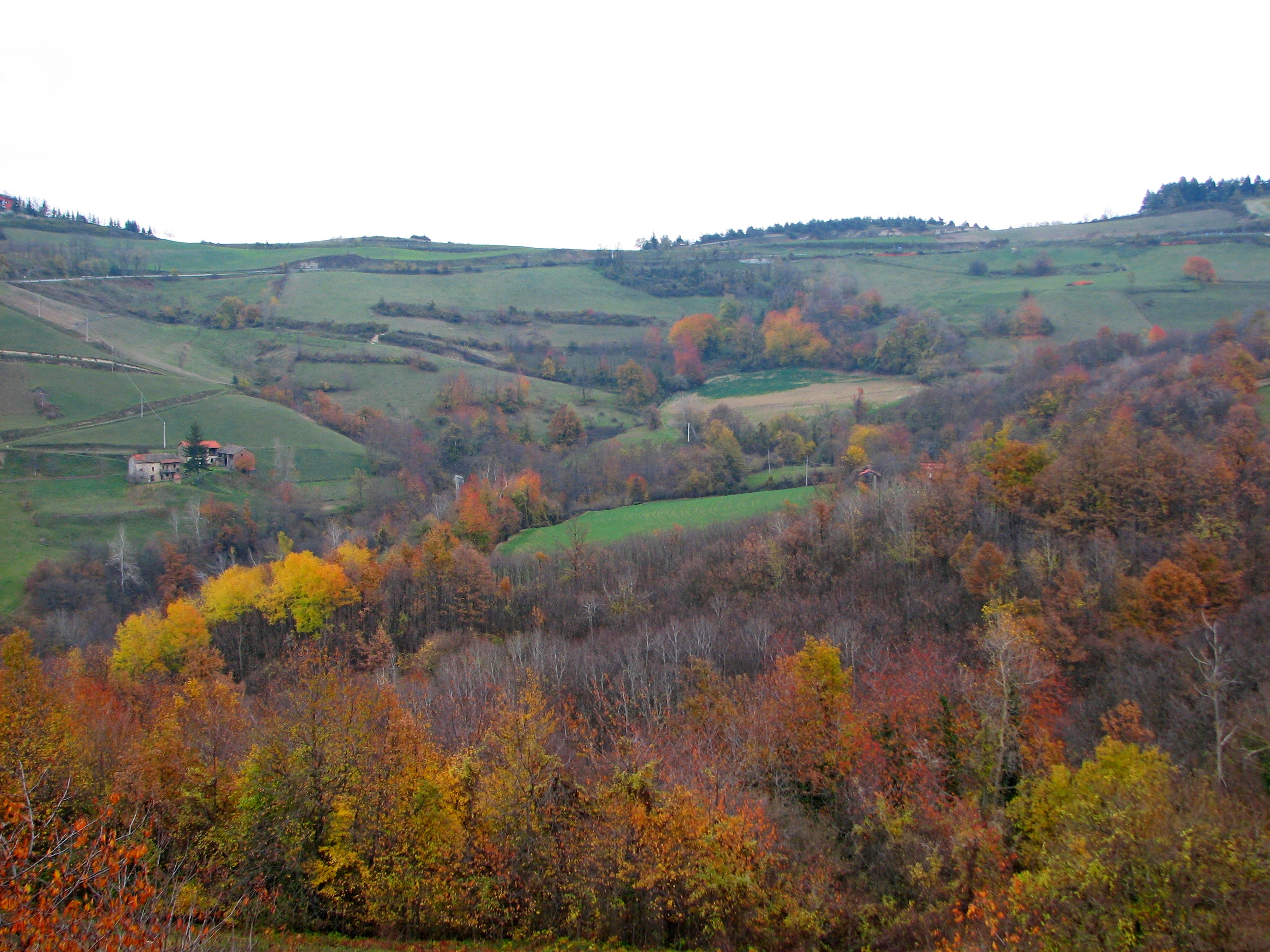
Arzola di Murazzano, alta vallata

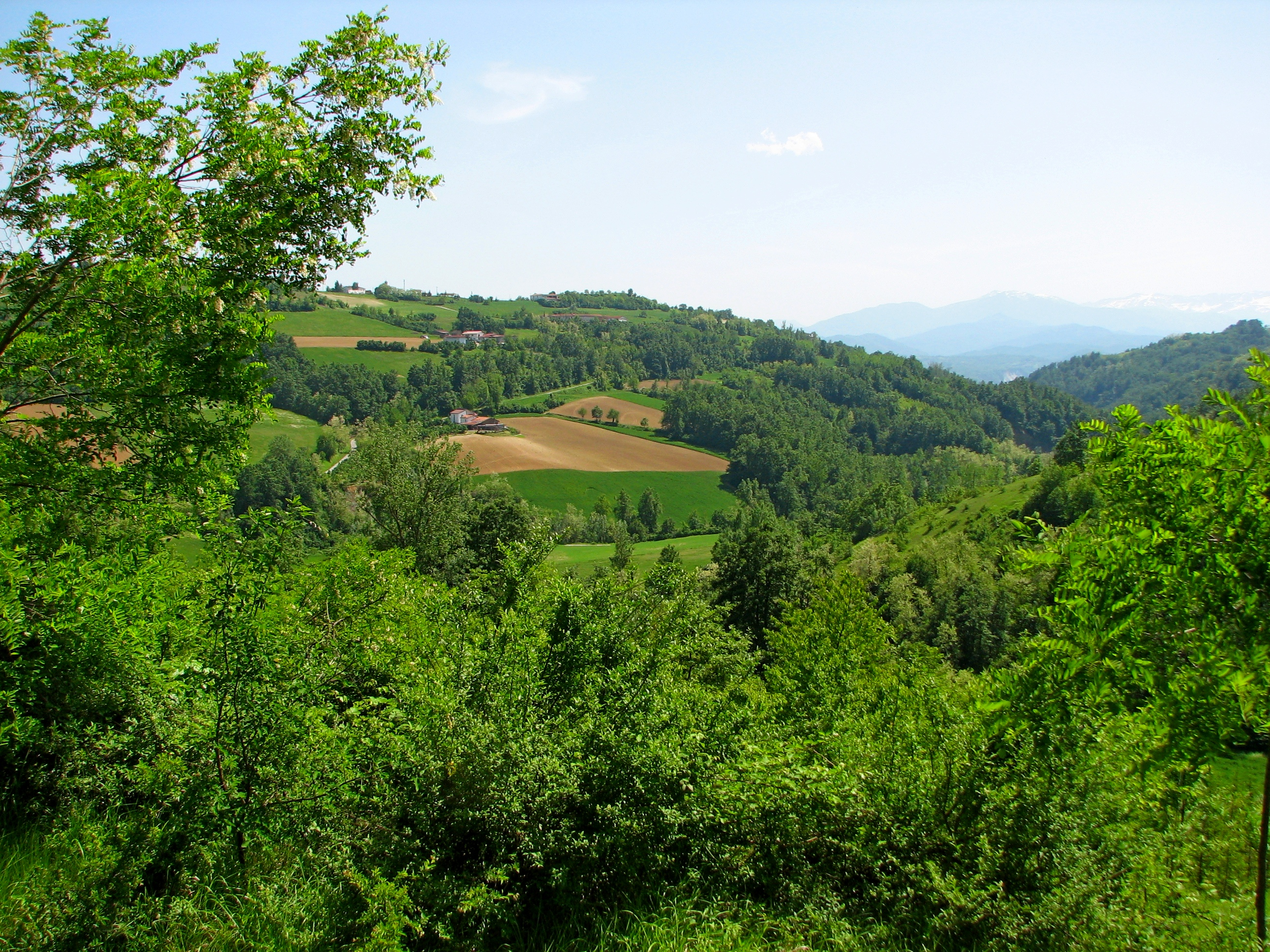
Arzola di Murazzano, bassa vallata

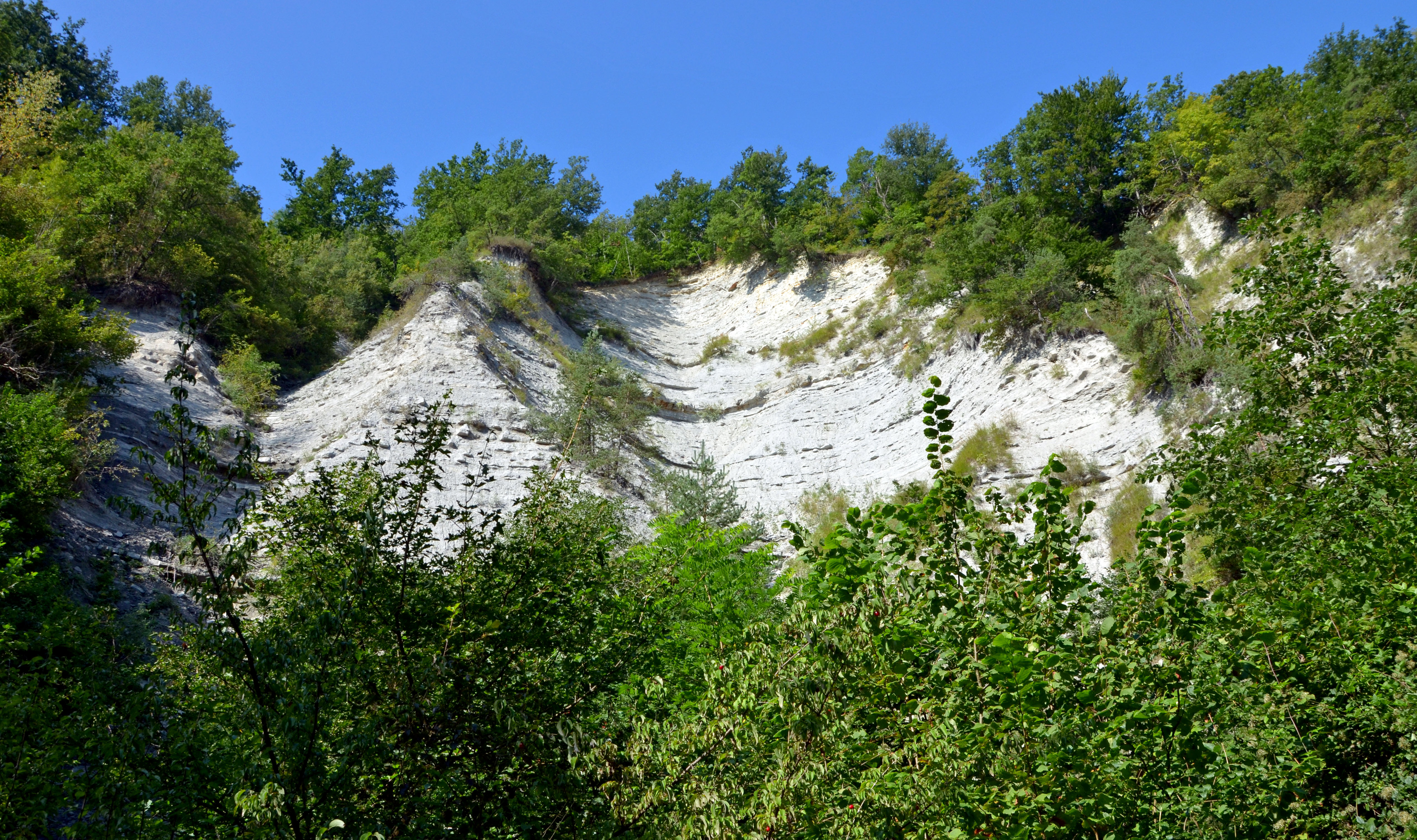
Calanchi sulla riva destra del torrente Arzola di Murazzano, di fronte a case Birie

Il Arzola di Murazzano è un torrente del Piemonte, affluente di destra del fiume Tanaro.

## Percorso
Il torrente Arzola di Murazzano ha origine dal bric Berico, di 821 m, e scorre nei comuni di Murazzano, Marsaglia, Rocca Cigliè, Castellino Tanaro. Il percorso è inizialmente rivolto verso Ovest; poi, successivamente alla confluenza con il rio della Massueria, devia sensibilmente verso Sud.
Nella parte terminale, maggiormente pianeggiante, sono visibili numerosi e stretti meandri. 
 Come avviene anche per il Cusina,  torrente collaterale e parallelo, la vallata è  aperta nella parte alta e mediana, e in seguito diventa più serrata nella zona prossima alla confluenza con il fiume Tanaro.
 Gli affluenti principali discendono sul lato destro e sono: il rio della Massueria, che a sua volta raccoglie le acque del rio della Valle e del rio della Costa; rio dei Manzoni, rio Tuninetti, rio Scarpi. 
Nell'ultimo tratto, confluiscono dal  lato sinistro le acque del torrente Cusina, che apporta mediamente 0,4 m³/s.
 Il torrente è attraversato da numerosi guadi e da due ponti in muratura. Il ponte più antico, situato presso i ruderi del Mulino di Spirit, è in mattoni, di buona fattura; attualmente è scarsamente utilizzato.
Esiste una strada sterrata sul fondovalle con circa quindici guadi, percorribile nelle stagioni favorevoli. 

## Regime idrologico
Il torrente Arzola di Murazzano ha un bacino idrologico  di 36,4 km². Ha una portata media di 0,95 m³/s. Il regime delle acque è torrentizio, con piene autunnali e primaverili. Si verificarono eventi alluvionali notevoli nel mese di novembre del 1951 e nel mese di novembre 1994. 

## Geologia
Il corso del torrente Arzola di  Murazzano si  apre entro la Formazione di Murazzano, costituita prevalentemente da marna, con intercalazioni di arenaria e sabbie.
Esiste una vistosa formazione calanchiva presso la confluenza con il torrente Cusina, sulla riva destra, e un'altra di consistenza minore più a monte, sempre sulla riva destra. Sul versante di sinistra il suolo superficiale è costituito prevalentemente da argille, ed essendo sua disposizione in frana-poggio favorisce gli scorrimenti durante eventi meteorici prolungati.

## Annotazioni storiche
Goffredo Casalis, nel 1843, così descrisse il torrente Arzola: «L'Arzola ha origine a Levante di Murazzano: con direzione ad Ostro-Libeccio, scorre tra i confini di Marsaglia e Roccacigliè, unitosi poi col torrente Cusina, lambe i confini di Castellino». Successivamente, nel 1854, Guglielmo Stefaniannotò: «Nato all'Est di Murazzano, s'unisce al torrente Cusina».

## Edifici notevoli
Sui fianco laterale della vallata, a sinistra e nel comune di  Marsaglia, esiste la Cappella di San Ponzio, l'antica chiesa parrocchiale. Venne restaurata nel 2010. Custodisce un ciclo di affreschi che risale al 1480 circa ed è dovuto al pittore tardo-gotico Segurano Cigna.
Nella vallata del torrente Arzola di Murazzano era presente un mulino per cereali, denominato il Mulino di Spirit  e fu in esercizio fino al 1950; la forza motrice era derivata dalla canalizzazione delle acque del torrente. 
 Da ricordare infine quanto annotò Enrico Adami, nel 1976, a proposito di un'antica cappella situata sul fianco destro della vallata, nel comune di Murazzano: «Cappella di S. Matteo, nella frazione Arzola, eretta nel 1737 da Giuseppe Dematheis».